# Resolución 1054 del Consejo de Seguridad de las Naciones Unidas
La resolución 1054 del Consejo de Seguridad de las Naciones Unidas, adoptada el 26 de abril de 1996, tras reafirmar la resolución 1044 (1996) relativa al intento de asesinato del presidente egipcio Hosni Mubarak durante una cumbre de la Organización de la Unidad Africana (OUA) en la capital de Etiopía, Addis Abeba, el 26 de junio de 1995. El Consejo impuso sanciones al Gobierno de Sudán tras su incumplimiento de las solicitudes de la OUA de extraditar a los sospechosos alojados en el país a Etiopía.
El Consejo de Seguridad expresó su alarma por el intento de asesinato y estaba convencido de que los responsables comparecieran ante la justicia. La OUA consideró que el ataque era un ataque a toda África, y no solo al presidente de Egipto o la soberanía de Etiopía. Se señaló que Sudán no había cumplido con las solicitudes de la OUA, lo que constituía una amenaza para la paz y la seguridad internacional.
Actuando de conformidad con el Capítulo VII de la Carta de las Naciones Unidas, el Consejo exigió que Sudán extraditara inmediatamente a los tres sospechosos a Etiopía y desistiera de apoyar actividades terroristas o de albergar a terroristas en su territorio. Las siguientes disposiciones entrarían en vigor a las 00:01 EST (17:01 UTC) del 10 de mayo de 1996 a menos que Sudán cumpliera con la resolución. Todos los países debían:
(a) reducir el personal en sus misiones diplomáticas en Sudán e imponer restricciones de viaje a los miembros del gobierno o del ejército sudanés;
b) abstenerse de celebrar conferencias internacionales en Sudán;
c) informar al Secretario General Boutros Boutros-Ghali en un plazo de 60 días sobre las medidas que hayan adoptado para dar efecto a la resolución. Solo 40 estados cumplieron con esta disposición.
Se solicitó al Secretario General en un plazo de 60 días que informara sobre la aplicación de esta resolución y el consejo determinaría entonces si Sudán había cumplido con los requisitos.
China y Rusia se abstuvieron de votar la Resolución 1054, que fue aprobada por los otros 13 miembros del consejo. Sudán describió las sanciones como "impactantes" e "injustas", calificándolas de intento de aislar al país. Se impusieron más sanciones al país en la Resolución 1070 .